# 城关中心菜市场
城关中心菜市场（又称城关中心菜场）是一座位于中华人民共和国浙江省台州玉环市玉城街道的农贸市场，为高层次多功能封闭式大型室内市场。总投资2700多万元人民幣，建筑面积31700平方米，其中市场面积18000平方米，由玉环市市场监督管理局管理，共有15000余家商户。菜场是玉环县最大的农贸市场，也是玉环城区人流量較大的場所。然而，市场多年来的环境问题和周边流动摊贩形成的“马路市场”，一直存在争议并引发当地群众批评。市场还曾成为玉环工商系统贪污案的焦点。2019冠状病毒病浙江疫情中，菜场某商户成为玉环市首例确诊者，被称为“玉环板栗王”，引发了网友讨论。

## 历史
原先玉环没有专用的贸易集市场所，到民国34年（1945年）仅有一个小菜场。中华人民共和国成立后，伴随着市政建设的开始，玉环的市场开始发展。1952年成立国营商业，发展供销合作社调控市场。文化大革命期间，由于集市贸易受限，一度萧条。1978年后，市政建设纳入县政府全面规划。1985年，中共中央一号文件提出进一步扩大城乡经济交往，当地修建三联副食品批发市场、楚门农贸市场、龙岩中心菜市场等市场。1986年，玉环在建设路与珠城西路交叉口新建城关菜场，占地3300平方米，建筑面积1606平方米，共有平房7排50多间。但它仍然不能满足人民群众的需要。1995年起，玉环开始建设城关中心菜市场，选址在广陵路东侧。一年后的1996年9月27日，城关中心菜市场建成并验收。11月6日起，场所内500余个固定摊位开始招商。11月16日，城关中心菜市场开始试营业，原城关菜场将改作水果批发零售市场。之后，有政协委员建议在城关镇居民密集区设立分菜场，但因“城关中心菜市场在10年内能满足城关群众的需要”等原因遭到否定。
1997年11月7日，城关中心菜市场个体经营户党支部成立。1999年1月，被浙江省工商局认定为“二星级文明规范市场”。2014年2月又被评为2013年度浙江省四星级文明规范市场，成为玉环县首家省四星级文明规范市场；同年被认定为浙江省放心农贸市场。到2014年，菜场经营户达到15000家，是玉环县最大的农贸市场，也是玉环城区人流量最大的场所之一。

## 工程建筑

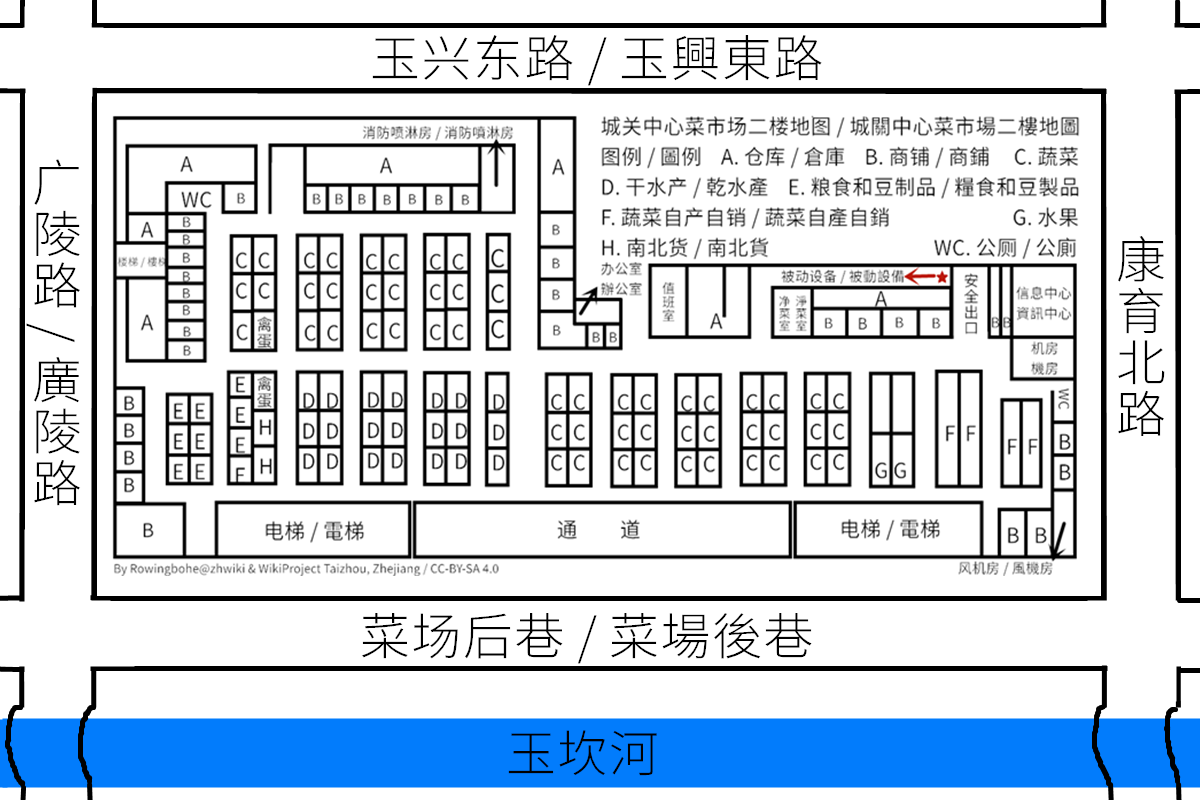
城关中心菜市场平面图

### 建筑概况
城关中心菜市场位于玉环市玉城街道广陵路东侧，濒临玉坎河，东邻康育路，北接玉兴路，西靠广陵路。总投资2700多万元人民幣，建筑面积31700平方米，其中市场面积18000平方米，占地20.239亩，由玉环县工商局筹资建设，由温州市建筑设计院设计，绍兴一建公司、乐清二建公司承建。建筑风格现代，外表宏伟，场所敞亮，为一座高层次多功能封闭式大型室内市场。菜场一楼为营业大厅，面积达8000平方米，分类设摊，同类摊间用红线隔开，并统一采用弹簧秤或电子秤。市场吸引了温州、乐清、温岭等地的经营户来此经营。

### 工程及装修历史
城关中心菜市场工程是玉环县重点工程，建成时被确认为当时玉环县“建筑质量最好的工程”，被当地媒体《玉环报》（现《今日玉环》）列为“体现城市形象的标志性工程”。2000年4月28日，城关中心菜市场被修整一新，摊位设计、地面、墙面、灯光等方面均有所改善。2006年11月，城关中心菜市场新一轮的改造工程启动，目标是打造三星级以上文明规范市场。2007年2月，改造工程基本完成，投资200万。之后，市场将熟食搬进玻璃房，同时设立大理石水槽。2009年6月，玉环县工商局对菜场部分硬件设施进行了改善。2012年11月，城关中心菜市场整体改造提升工程开始筹划，预计总投资概算1750万元，总改造面积达到15790平方米。2013年1月16日，菜场改造启动，摊位被全部搬迁到菜场外。2013年3月1日开始施工，6月14日，菜场二楼改造完成，8月24日，菜场两层全部改造完成，开门营业。此后至2014年8月又陆续进行了一些施工，2016年1月8日，竣工验收合格。2016年5月开始，菜市场又开始了新一轮的全面整治和改造。2019年3月，城关中心菜市场提升改造工程启动，主要是更新硬件设施，采用透明玻璃封面，货款分离，引入紫外线灭菌灯等。

### 二楼市场

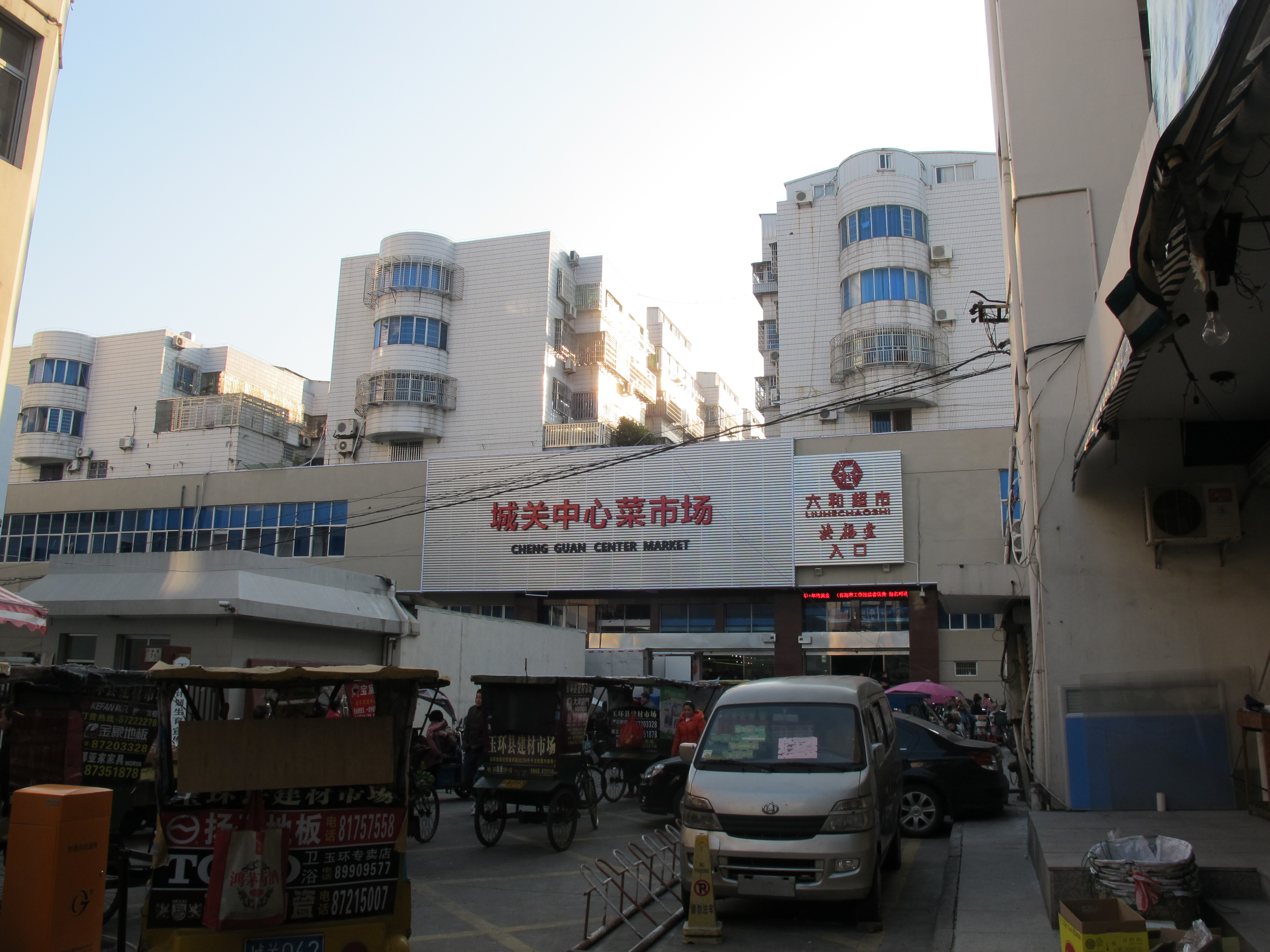
远观城关中心菜市场，摄于2013年12月。右侧的广告牌说明，到此时二楼就已改为六和超市

菜场建成时，二楼有为自产自销商品开辟的1000平方米的销售场地。2001年10月10日，玉环联华购物中心在城关中心菜市场二楼开业。购物中心面积达7000多平方米，为当时玉环最大、台州第二。拥有超市、商场、休闲小吃摊、商务茶座、儿童乐园，投资600多万元建成。购物中心由上海联华超市管理并配送商品，拥有100多个摊位，能够满足当地居民的生活需求。但到2006年，二楼改为宁波三江集团的大型超市。2011年4月，三江超市被曝要退出玉环，对此超市方面表示“尽一切努力争取不让三江购物离开玉环”。6月24日，玉环县工商局、玉环县消保委和“三江”超市负责人开展行政约谈，最终决定在9月初出台一份预付资金处置方案。2012年9月30日，超市为配合环境整治而暂时搬离。再之后二楼改为六和超市，该超市由玉环六和超市有限公司管理，公司的法定代表人为王必志。此外，二楼还曾有过一个溜冰场，也曾开设过蔬菜区。
2018年8月、2018年11月、2019年2月，城关中心菜市场三次公开拍卖二层部分经营场地六年租赁权。目前，菜场二楼改为众多的摊位。

## 经营管理
菜场分设13个大类经营项目，有鸡鸭鱼肉、青蟹等海鲜、蔬菜、副食品等各种经营项目。
1996年菜场建成时，启用一条新规定：净菜上市。这一规定在试水一段时间后，于次年7月11日起正式实行。2001年4月，玉环县工商局在全县开展“放心工程”活动，与经营户签定责任状并做出规定，而城关中心菜市场为首家试点市场。4月2日起，城关中心菜市场外围的蔬菜交易市场被搬迁到城关农贸市场外围。次月，县工商局又花费3万余元购进设备，检测菜场中蔬菜的农药含量，并每日公布结果。2006年，玉环县消费者协会在城关中心菜市场内设立了消费维权监督站。2013年完成的改造中，在菜场二楼一角增设了信息中心。它投资200多万元，每天收集市场的质量抽查、商品价格等信息，并通过电子显示屏和公告栏对外公布，供市民参考。电子显示屏在入口处的墙上和过道里，商品价格公告栏则分布在楼上楼下的入口处。2014年4月，在台州银行支持下，部分商户增设POS机刷卡消费，城关中心菜市场成为玉环首个可以刷卡买菜的菜场。2015年8月份，城关中心菜市场食品安全快速检测室开始免费开放。2016年9月至10月，菜场在玉环县首创“食品安全状况等级公示体系”，玉环县市场监督管理局的工作人员给所有商户打并评定等级，一共有5个等级。2017年5月，玉环市市场监督管理局投资200万，城关中心菜市场内安装112个监控摄像头，对324个摊位进行无死角监控，将城关中心菜市场建成为玉环首家“阳光菜场”，实行“阳光监管”。
菜场建成时，原隶属玉环县工商局管理。2001年12月20日起，根据国务院及有关部门要求，玉环县工商局不再负责管理包括城关中心菜市场在内的8家市场，即“管办脱钩”。之后菜场隶属于玉环县市场开发服务中心，该中心由玉环县经贸局管理。此举导致菜场的管理力度愈发薄弱，造成该市场管理混乱、卫生条件差。2006年3月7日，玉环县市场开发服务中心改由委托玉环县工商局管理，标志着玉环县工商局重新接管城关中心菜市场。2014年5月28日，原玉环县工商行政管理局与原玉环县食品药品监督管理局合并，成立新的玉环县市场监督管理局。2017年5月，玉环撤县设市，改为玉环市市场监督管理局。在2019年1月的《玉环市机构改革方案》中，玉环市市场监督管理局职责得到优化，玉环市工商行政管理局的牌子不再保留。至2019年6月，负责人为陈传来。

## 争议和批评

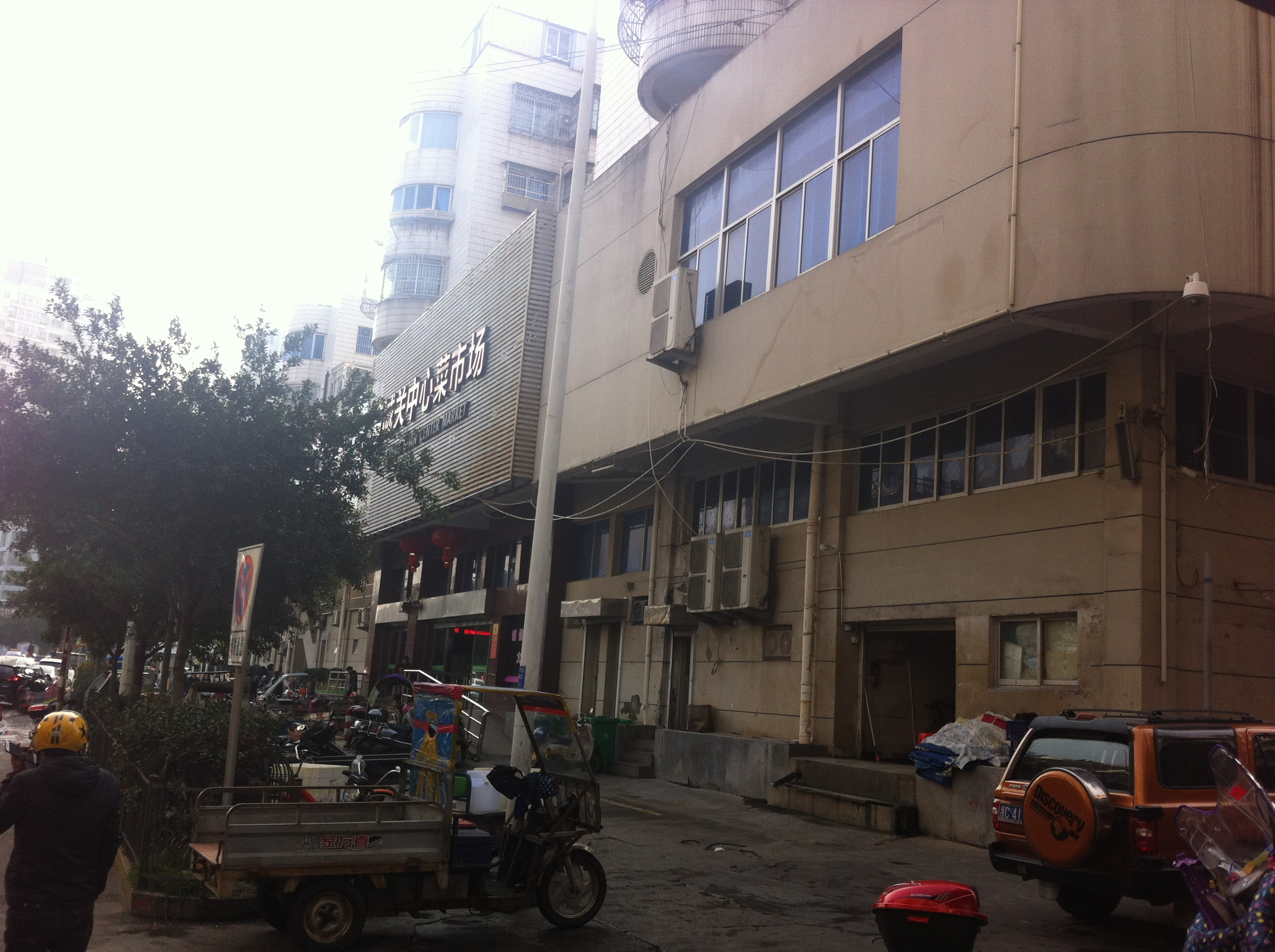
城关中心菜市场一角，摄于2019年2月

### 菜场环境问题
因地下水位下降以及旁边玉坎河水位变化，1998年至1999年，菜场出现了地面断裂等问题，消费者和商户均表示不满。为此，玉环县政协委员梅晓增于3月召开的玉环县政协五届二次会议上，递交了名为《切实解决城关中心菜市场地面断裂问题》的提案。5月，玉环县工商局作出答复。11月，修葺工程开工。2000年4月28日，工程终于结束并验收，除修复地面断裂问题以外，内部还按“三星级市场”标准装修，重新设计了摊位和灯光等。
1999年之后，菜场开始出现诸多问题，如摊外设摊、占道经营；设施老化、电线私拉乱接等，出现了脏、乱、差的混乱局面。对此，玉环县工商局于2006年表示，将先对菜市场进行“治标”，再加强机制建设以“治本”。该年3月14日的一次大整治后，菜场摊位井然有序，环境有所改善。
2001年后，由于管理体制等问题，该市场多年管理混乱、卫生条件极差。2002年3月，菜市场被曝出常年地面湿漉，环境肮脏，引发周围居民的抱怨。2003年9月，玉环当地媒体曝光出城关中心菜市场的脏乱问题，菜场门口车挤人、人挤车，还有垃圾和流动摊点夹杂在其中。到2004年，店铺占道经营和乱扔垃圾的现象再次出现。这年10月22日是“县人大常委会主任接待代表日”，城关办事处的人大代表提出了市场内摊位拥挤乱摆的问题，要求加强管理。2006年2月，有人大代表提出希望政府“下定决心予以整治，出台长效管理机制，一抓到底，彻底整治”，解决菜场的环境问题。3月7日，玉环县工商局重新接管城关中心菜市场，基本解决了菜场管理混乱的问题，市场脏乱差现象得到明显改善。
2012年，玉环正在创建“国家卫生县城”。7月24日，浙江省爱国卫生委员会前来玉环调研，指出菜场存在布局不合理、环境卫生差、地面潮湿、周边管理混乱、占道经营现象严重等诸多问题，建议玉环学习杭州、舟山等地的经验进行改造。7月底，菜场对畜禽消费环境进行整治。9月，玉环县工商局对菜场进行了综合整治和改造提升，开展全面改造。
2013年9月，《今日玉环》刊登的一张照片显示菜场后面存在污水破坏环境。2014年5月，城关中心菜市场的周边仍有较多的小摊小贩，污水和垃圾遍地，停车位的车子歪斜挡住了路。2014年9月和2016年2月，城关中心菜市场的“脏、乱、差”两次反弹，只有上级检查时才会比较干净，没有检查时存在严重的卫生问题和占道经营问题。2017年5月，玉环市文明办发布的《“向陋习宣战·与文明同行”曝光台·第一批农贸市场乱象名单》中，城关中心菜市场首当其冲，被指出有占道经营、卫生脏乱差、乱停车、马路市场等诸多问题。同日《今日玉环》记者走访调查，证实了这一问题。2017年9月，当地执法部门对市场的污水问题做了整治。

#### 周边“马路市场”

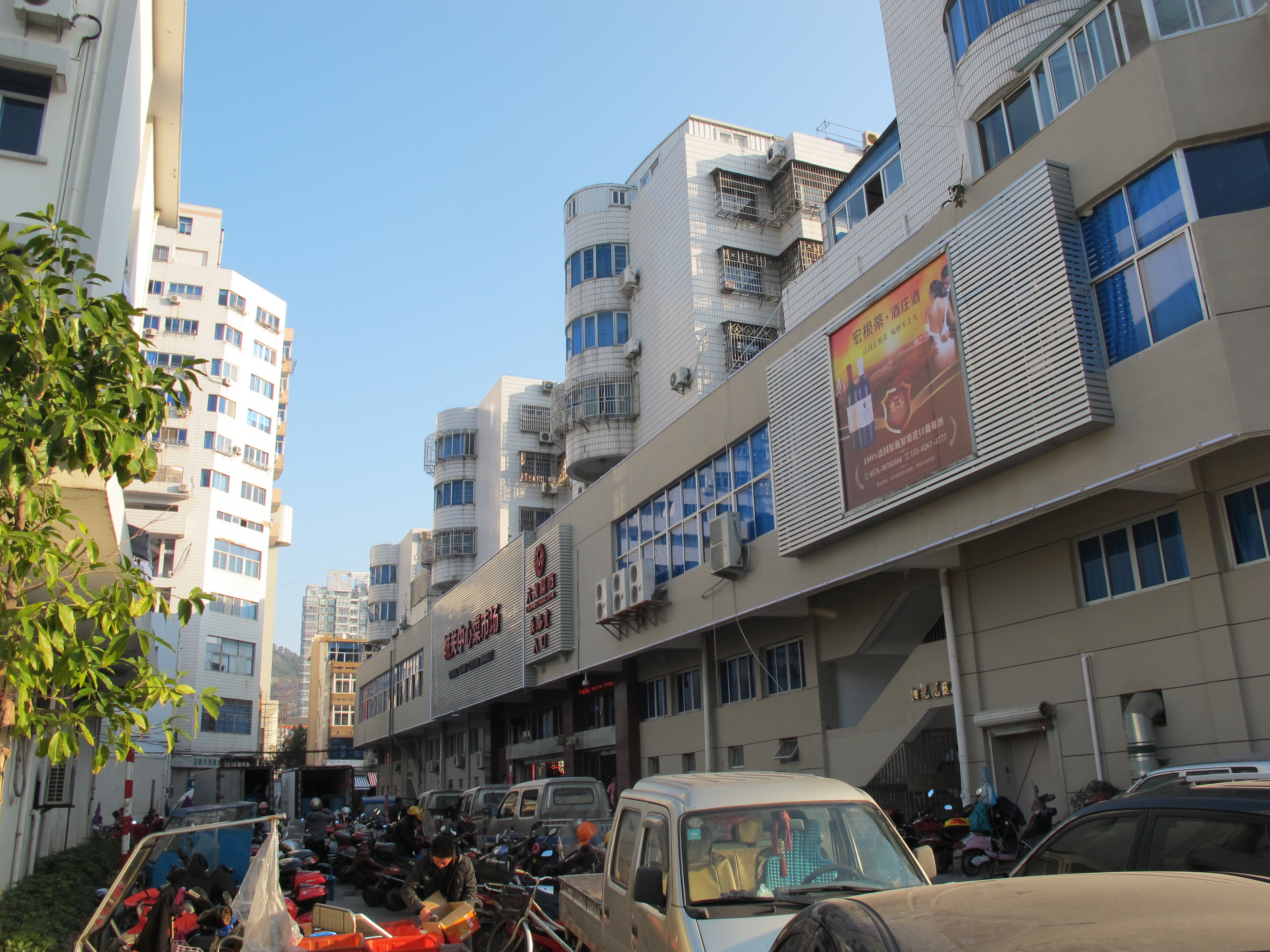
城关中心菜市场一角，摄于2013年12月。占道经营和交通拥堵可见一斑。

2003年9月，玉环当地媒体曝光出城关中心菜市场的脏乱问题，菜场门口车挤人、人挤车，还有垃圾和流动摊点夹杂在其中。其中工作人员说，目前菜市场的管理力量远远不够，而其他部门也没有配合。同月，玉环当地的市场协管部门和工商部门采用强制措施，花费3小时对流动摊点进行整治。然而，时隔一两天，脏乱的面貌又恢复了。经过多次媒体曝光，菜场的面貌终于有了很大的改善。2005年7月，有群众反映在菜市场周边有非法蔬菜批发市场于夜间扰民，当地政府三部门统一行动进行了取缔。时隔一年，流动菜市场于2007年“死灰复燃”。11月27日，该市场被取缔。然而，“马路市场”常常死而复生：2008年6月5日、2009年3月、5月14日、2010年4月、6月、10月中旬、10月下旬、11月2日、2012年6月7日、7月11日、8月底，当地执法部门均对城关中心菜市场周边的“马路市场”进行整治。2010年6月的整治中，还出现一户暴力抗法的占道经营户，被公安机关拘留5日。2012年6月，该市场周边秩序整治被列入全县“拔钉破难优化服务”项目。
2013年，菜场改造，全部摊位迁移到菜场外经营。菜场恢复营业后，摊位回到菜场内经营，但“马路市场”仍死灰复燃：2014年2月、3月、8月4日、2014年底、2015年1月、6月至7月、12月、2016年5月、12月、2017年7月、2018年5月、2019年10月，当地执法部门都对“马路市场”进行了整治。2019年10月的整治中，还发布了《关于玉环市城关中心菜市场停车场秩序管理的通知》，规范了停车场的运行。

### 交易问题
2001年6月，《玉环报》记者接举报称，菜场内每公斤青蟹中包扎了0.42公斤的塑料绳，远远超出国家规定。这被工商局执法人员所核实。2004年前，城关中心菜市场的商品质量不佳。玉环县成立“流通领域商品检测体系”后，城关中心菜市场的商品质量开始好转，合格率达到了85%。2005年7月的一次检查显示，城关中心菜市场有部分销售商使用有毒的化学物质给鸡、鸭脱毛，或是给熟食品使用了色素。很多销售商没有携带健康证，或是携带过期的健康证。2007年4月，城关工商所的执法人员发现菜市场内，存在大量缺少生产日期、保质期或是包装的食品，予以查处。2007年9月，有群众向《今日玉环》举报称，菜市场存在一种“猫腻台秤”，呼吁相关部门治理。2011年11月，有市民在菜市场购买了价格每公斤120元的大黄鱼，但发现鱼鳞染过色，褪色后的黄鱼部分为白色。2012年4月，有市民在市场一摊位上买了几只新鲜的青蟹，后来却发现壳里面已经发臭，而摊主表示不对此负责任。

### 其他
在楼层设计方面，城关中心菜市场的楼层设计（一楼为菜场，二楼为超市，西面有商铺，北面宰杀鸡鸭）曾于2009年被政协委员董黎光质疑不合理，他认为这样容易造成人流集中，希望改善。收费方面，2007年到2008年，城关中心菜市场的摊位费不断高涨，导致菜场的菜价也飞涨，引起群众不满，人大代表刘旭红希望政府予以解决。2010年9月，有市民在《今日玉环》的QQ留言板上，认为菜场的停车费太贵，建议实行咪表按时收费。

## 事件

### 贪污事件
2013年8月24日，城关中心菜市场改造工程完成并开门营业。在此工程中，作为菜市场改造工程领导小组办公室主任的王必华，非法收受他人财物，为他人谋取利益。深入调查后，调查人员发现，在担任玉城工商所所长期间，王必华用他人名义在二楼办六和超市，并拉拢玉环县工商局两任局长刚锋、陈晓斌入伙。10年内，3人共受贿41笔，收受财物累计达60万元。目前，三人均被开除党籍处理。此外，工程在审计中也出现诸多问题。

### 2019冠状病毒病事件
2019冠状病毒病爆发以来，玉环一直没有确诊病例。至2020年2月14日，玉环是全省12个“未发现疫情的低风险县”之一，也是台州市唯一一个没有确诊病例的县级行政区。2月12日晚20时，玉环市人民医院向玉环市新型冠状病毒感染的肺炎疫情防控指挥部通报一例疑似病例。患者有发热症状，高热时有头昏头痛、腰部不适，肺部CT提示“两肺感染性病变，左肺下叶支气管扩张”。有乐清往来史，系城关中心菜市场二楼37号摊位摊主，销售板栗，于1月30日晚开始出现咳嗽。2月15日，章某某确诊为玉环市首例冠状病毒病例。她因多次往返疫情严重的温州乐清并故意隐瞒行程，涉嫌以危险方法危害公共安全罪，被玉环市公安局立案侦查。同日，城关中心菜市场暂时关闭。次日，政府公布了章某某确诊的消息。之后，此人被网友称为“玉环板栗王”、“板栗大姐”，在网络上引发热议。2020年2月28日，城关中心菜市场恢复营业，采取了严格的疫情管控措施。3月11日，章某某治愈出院。

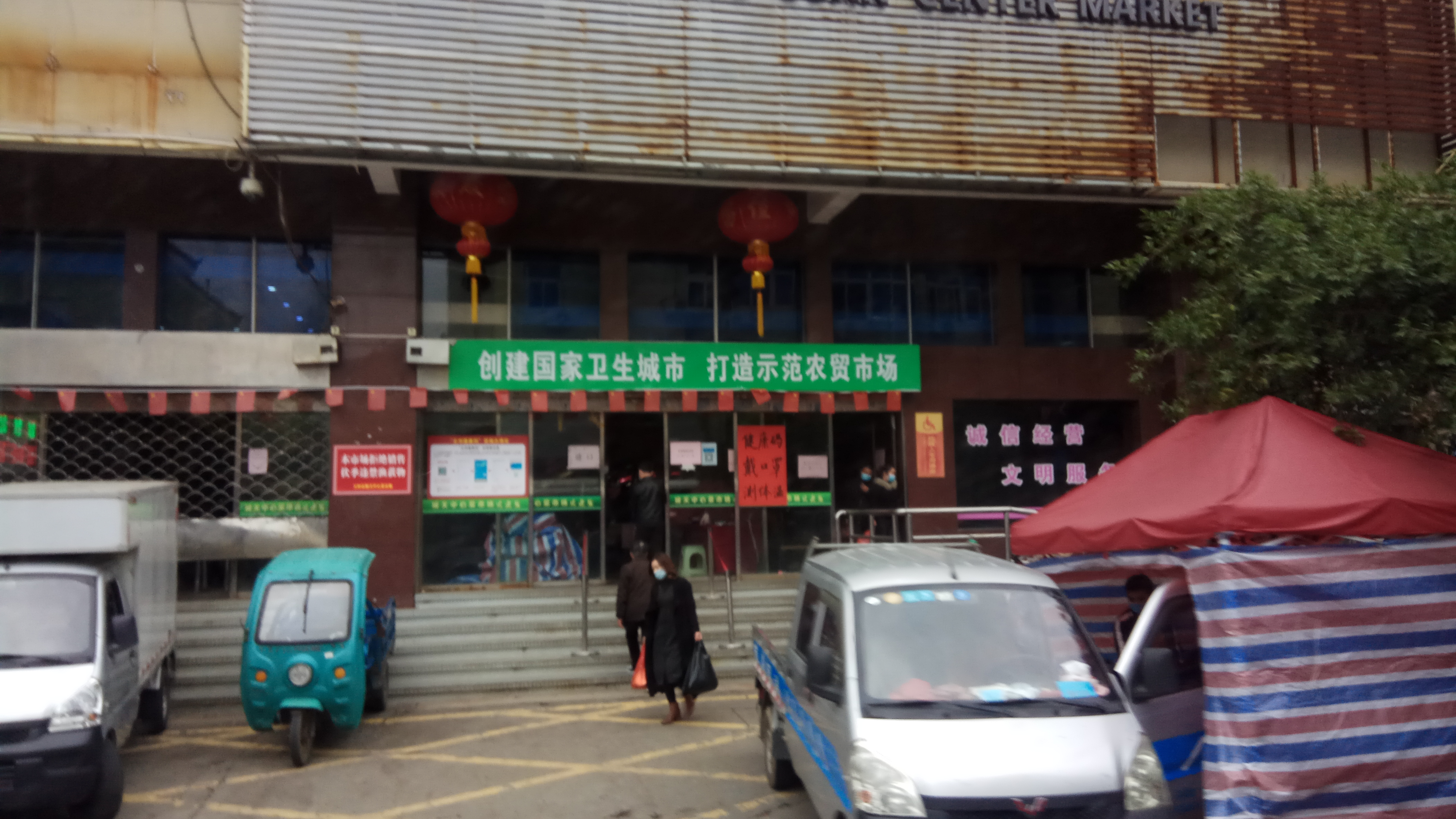
城关中心菜市场恢复营业后在门口设立检查站

2020年12月2日21时，玉环市疾控中心在城关中心菜市场猪肉摊位采集的冷链食品新冠病毒核酸日常监测样本中，发现一份巴西进口的冷冻猪后腿肉标本新冠病毒核酸检测呈阳性。当地迅速采取货物封存、人员排查隔离、场地消杀等应急处置措施，连夜对市场外环境和从业人员进行核酸检测和消毒工作，并同步开展流行病学调查和溯源倒查工作。此次排查共发现密切接触者55人，并采集咽拭子进行核酸检测，已出检测结果均为阴性；采集城关中心菜市场外环境及重点食品样本30份，经核酸检测均为阴性。这是中国大陆第19个、浙江首个在冷链食品上检出新冠病毒的案例。